# 打手歌
打手歌(だしゅか)は、中国武術の、伝統拳としての太極拳の理論書王宗岳の「太極拳譜」では、以下のように記述されている。
打手歌　　　　王宗岳
掤捋擠按須認真、上下相隨人難進。
任他巨力来打我、牽動四両撥千斤。
引進落空合即出、粘連黏隨不丟頂。